# Wydział Humanistyczny Uniwersytetu Jana Kazimierza we Lwowie

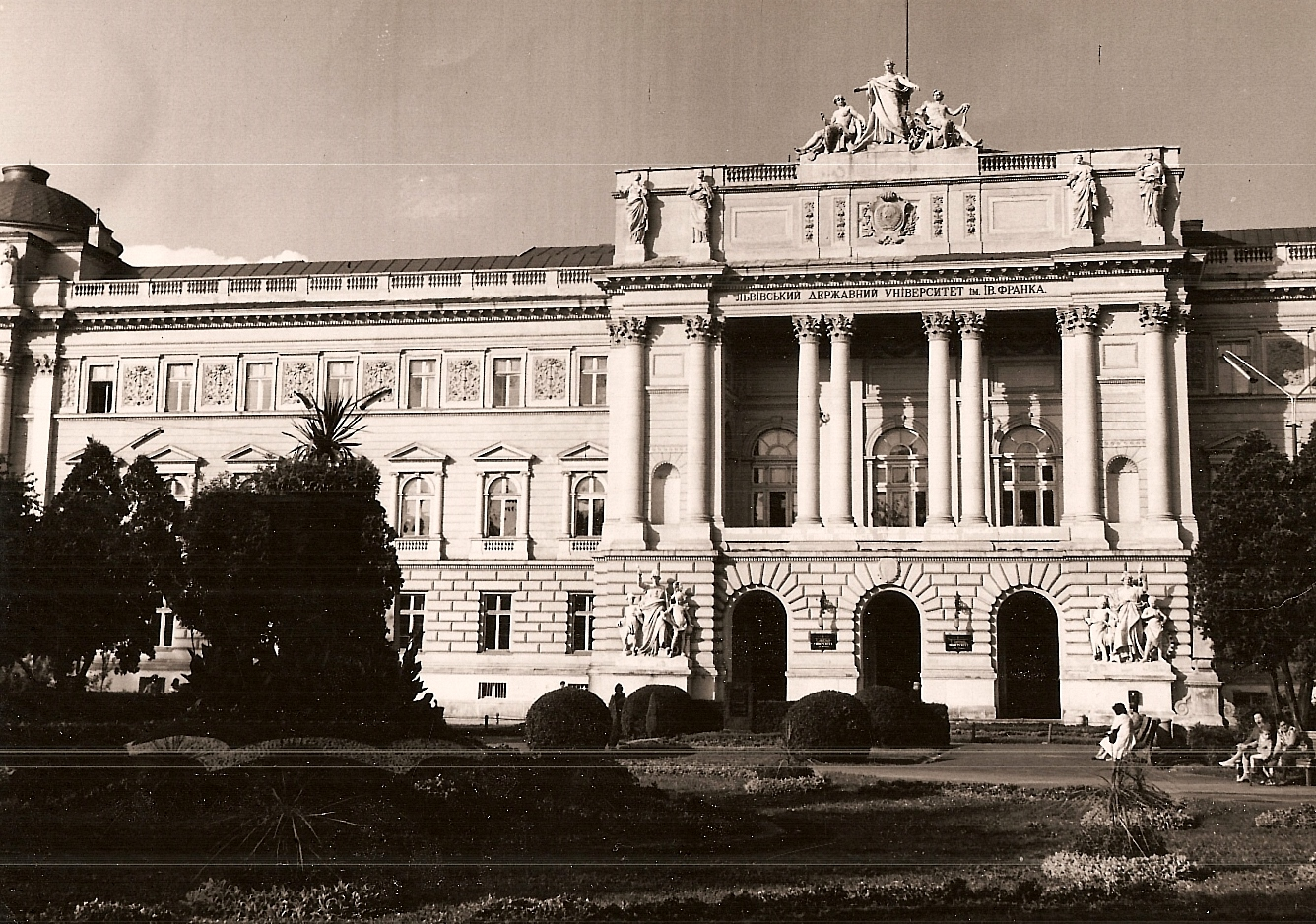
Gmach posejmowy, siedziba WH (około 1950)

Wydział Humanistyczny Uniwersytetu Jana Kazimierza we Lwowie – wydział w ramach Uniwersytetu Jana Kazimierza we Lwowie. W jego ramach było reprezentowane nauki humanistyczne.
Mieścił się w gmachu posejmowym przy ul. Marszałkowskiej 1 oraz przy ul. Adama Mickiewicza 5 i Tadeusza Kościuszki 9
W 1924 Wydział Filozoficzny (w 1922 skupiający 46 katedr zwyczajnych i 11 nadzwyczajnych) został podzielony na Wydział Humanistyczny i Wydział Matematyczno-Przyrodniczy. Do Wydziału Humanistycznego zostało przyporządkowanych 28 katedr. W roku akademickim 1938/1939 na wydziale działały 32 katedry.
Na wydziale były reprezentowane nauki: historii, filologia klasyczna, anglistyka, romanistyka, slawistyka, językoznawstwo, filologia ruska, germanistyka, nauki orientalistyczne, historia sztuki, muzykologia, archeologia, etnologia, prehistoria.
Dziekanem wydziału na rok 1936/1937 został wybrany prof. Stanisław Łempicki. Ostatnim dziekanem w okresie II RP na polskim UJK był prof. Jerzy Kuryłowicz wybrany na przełomie czerwca/lipca 1939.